# Shunt viral

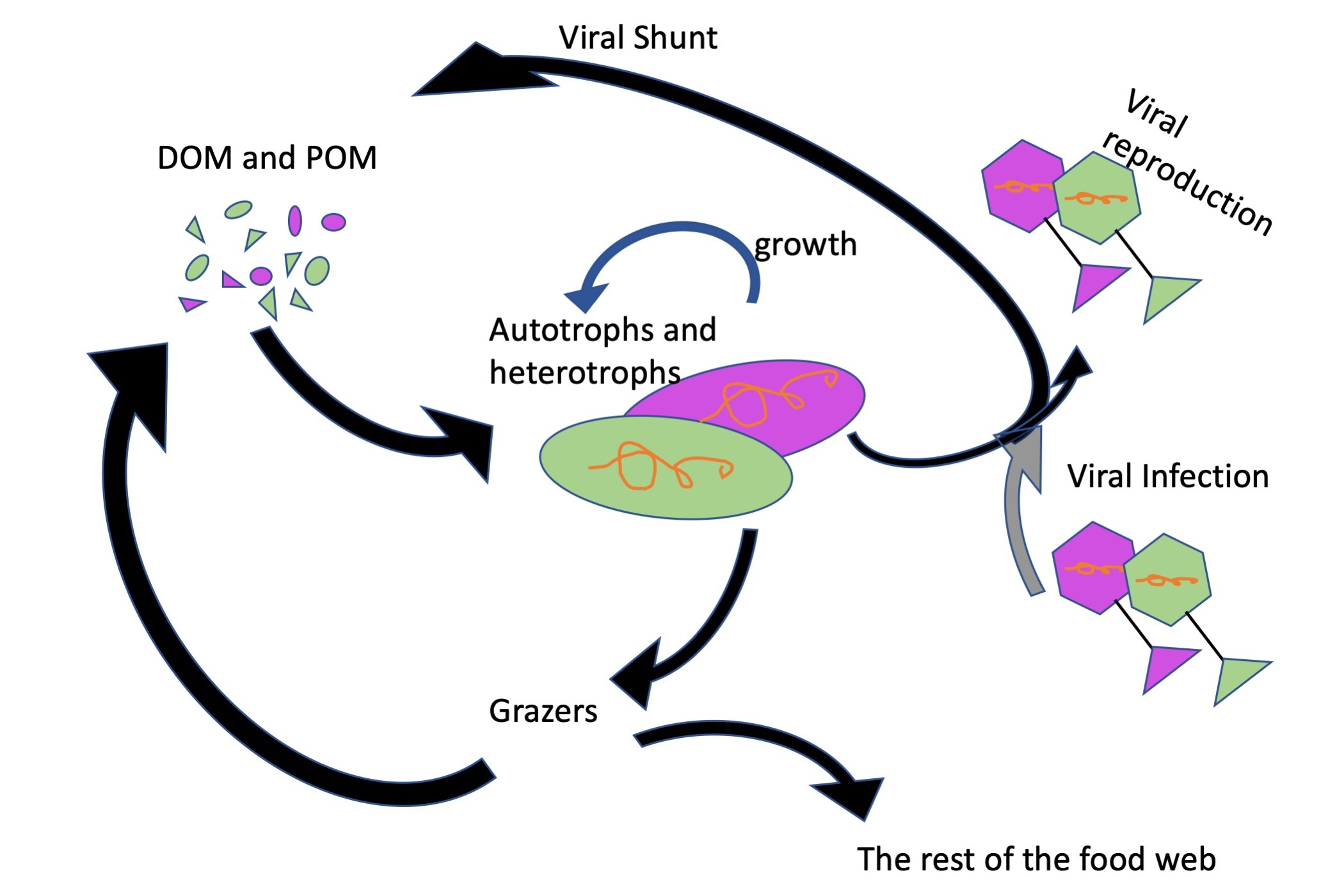
Le flux de DOM et POM à travers le réseau trophique, avec l'emplacement de la voie de dérivation virale.

La dérivation virale, ou encore court-circuit ou court-circuitage viral (dit aussi shunt viral, calque de l'anglais viral shunt en anglais) est un mécanisme qui empêche les particules organiques microbiennes marines (POM) de migrer vers les niveaux trophiques, en les recyclant en matière organique dissoute (DOM), laquelle peut être facilement absorbée par les micro-organismes. La quantité de DOM recyclée par la voie du shunt viral est comparable celle générée par les autres principales sources de DOM marine.
Les virus peuvent facilement infecter les micro-organismes de la boucle microbienne en raison de leur relative abondance par rapport aux microbes,. La mortalité des procaryotes et des eucaryotes contribue au recyclage des nutriments carbonés par lyse cellulaire. Il existe également des preuves de régénération de l'azote[pas clair] (en particulier de l'ammonium). Ce recyclage des nutriments contribue à stimuler la croissance microbienne. Jusqu'à 25% de la production primaire de phytoplancton dans les océans mondiaux peut être renouvelée dans la boucle microbienne grâce au shunt viral.

## Découverte et conséquences
Le shunt viral a été décrit pour la première fois en 1999, par Steven W. Wilhelm et Curtis A. Suttle. Leur publication originale a été cité plus de 1000 fois. Pour sa contribution à la compréhension du rôle des virus dans les écosystèmes marins, Suttle a reçu de nombreux prix, dont une nomination pour un Fellow de la Société royale du Canada, le prix AG Huntsman récompensant son travail dans les sciences marines et la médaille d'excellence Timothy R. Parsons en sciences de la mer du ministère des Pêches et des Océans. Suttle et Wilhelm  ont été également reçu 2 Fellows[pas clair], l'un décerné par l'American Academy of Microbiology et l'autre par l'Association for the Sciences of Limnology and Oceanography.
Le domaine de la virologie marine s'est rapidement développé depuis le milieu des années 1990, coïncidant avec la première publication sur le shunt viral. En même temps, d'autres études ont établi l'existence du shunt viral comme un phénomène de terrain[pas clair]. Le recyclage des nutriments dans le shunt viral a permis aux scientifiques de comprendre que les virus sont une composante nécessaire dans les nouveaux modèles de changement global. Les virologues en sciences du sol ont commencé à étudier le modèle du shunt viral pour expliquer le recyclage des nutriments dans les systèmes terrestres. Récemment, de nouvelles théories sont apparues pour expliquer le rôle éventuel des virus dans l'exportation du carbone, elles ont été regroupées sous le nom de «navette virale». Bien qu'à première vue ces théories semblent contradictoires, elles ne s'excluent pas mutuellement.

## Efficacité de la croissance bactérienne
Il existe des preuves suggérant que le système du shunt viral peut contrôler directement l'efficacité de la croissance bactérienne (BGE) dans les régions pélagiques. Les modèles de flux de carbone ont montré qu'une diminution de BGE pourrait être en grande partie expliquée par le shunt viral, lequel a permis la conversion de la biomasse bactérienne en DOM. La biodiversité des environnements pélagiques est si étroitement liée que la production des virus dépend du métabolisme de l'hôte bactérien, de manière que tout facteur limitant la croissance bactérienne limite aussi la croissance virale.
Un enrichissement en azote a été observé pour permettre une augmentation de la production virale (jusqu'à 3 fois) mais pas de la biomasse bactérienne. Grâce au shunt viral, une mortalité virale élevée par rapport à la croissance bactérienne a entraîné la génération efficace de COD / DOM disponible pour la reconsommation microbienne, offrant un moyen efficient de recycler les nutriments clés dans le réseau trophique microbien.
Les données provenant d'autres régions aquatiques telles que le Pacifique Nord-Ouest affichent une grande variabilité, pouvant être le résultat de méthodologies et de conditions environnementales. Cependant, une observation commune semble montré un faible BGE  lorsque la voie de dérivation virale est croissante. À partir des modèles de flux de carbone, il est certain que le shunt viral permet de convertir la biomasse bactérienne en DOC / DOM qui est donc recyclé de telle sorte que les bactéries puissent consommer le DOC / DOM, ceci indique que la voie du shunt viral est un régulateur majeur du BGE dans les eaux des régions pélagiques,.

## Liens avec les processus microbiens

### Boucle microbienne
La boucle microbienne agit comme une voie et une connexion entre différentes relations dans un écosystème. La boucle microbienne relie le pool de DOM au reste du réseau trophique, en particulier à divers micro-organismes de la colonne d'eau. Cela permet d'avoir un cycle constant de matière organique dissoute. La stratification de la colonne d'eau due à la pycnocline affecte la quantité de carbone dissous dans la couche de mélange supérieure et les mécanismes montrent une variation saisonnière.
La boucle microbienne est basée sur des micro-interactions entre les différents niveaux trophiques de microbes et d'organismes. Lorsque les nutriments pénètrent dans la boucle microbienne, ils ont tendance à rester plus longtemps dans la zone photique, en raison de l'emplacement, et du faible taux de descente des microbes. Finalement, grâce à de multiples processus variés  et à l'utilisation de nutriments disponibles, du DOM est produit par le phytoplancton et est consommé par les bactéries. Les bactéries utilisant ce DOM sont ensuite la proie de microbes plus imposant, comme les microflagellètes, qui aident à régénérer les nutriments.
Les virus ont tendance à surpasser l'abondance bactérienne d'environ dix fois et le phytoplancton d'environ cent fois dans la couche de mélange supérieure , l'abondance bactérienne a tendance à diminuer avec la profondeur, tandis que le phytoplancton reste à de faibles profondeurs. Les effets du shunt viral sont plus prononcés dans la couche de mélange supérieure. Les virus trouvés peuvent être non spécifiques (large gamme d'hôtes), abondants et peuvent infecter toutes les formes de microbes. Les virus sont beaucoup plus abondants dans presque tous les sites aquatiques que leurs hôtes microbiens, ce qui permet des taux élevés d'infection microbienne.
L'impact du shunt viral varie selon les saisons, car de nombreux microbes présentent une abondance saisonnière maximale en eaux tempérées et oligotrophes pendant différentes périodes de l'année, ce qui signifie que l'abondance virale varie aussi avec la saison.

### Pompe biologique
Le shunt viral peut entraîner une augmentation de la respiration du système. Il aide également à l'exportation du carbone via la pompe biologique. Il s'agit d'un processus très important car c'est environ 3 gigatonnes de carbone qui peuvent être séquestrées par an en raison des cellules lysées et infectées par le virus ayant des taux de descente plus rapides. La pompe biologique joue un rôle central dans la séquestration du carbone dans la zone benthique, ce qui affecte ainsi les cycles du carbone dans le monde, le budget et même la température. Les nutriments essentiels, tels que l'azote, le phosphore, les composants cellulaires comme les acides aminés et les acides nucléiques, seraient séquestrés par la pompe biologique en cas de naufrage des cellules. Le shunt viral aide à augmenter l'efficacité de la pompe biologique en modifiant notamment la proportion de carbone qui est exportée vers les eaux profondes (comme les parois cellulaires récalcitrantes riches en carbone des bactéries lysées par des virus) dans un processus appelé Shunt et Pompe . Cela permet aux nutriments essentiels d'être retenus dans les eaux de surface. En même temps, une pompe biologique plus efficace entraîne aussi une augmentation de l'afflux de nutriments vers la surface, ce qui est bénéfique pour la production primaire, en particulier dans les régions plus oligotrophes . Bien que les virus soient aux plus petites échelles de la biologie, la voie de dérivation virale a un effet profond sur les réseaux trophiques dans les environnements marins ainsi qu'à une échelle plus macroscopique sur le bilan carbone mondial.

## Recyclage des nutriments

### Cycle du carbone
Le shunt viral influence le cycle du carbone dans les environnements marins en infectant les microbes et en redirigeant la matière organique qui pénètre dans le réservoir de carbone. Les phototrophes constituent majoritairement la population de production primaire en milieu marin et sont responsables d'un flux important de carbone entrant dans le cycle du carbone en milieu marin. Néanmoins, les bactéries, le zooplancton et le phytoplancton (et d'autres organismes flottants) contribuent aussi au cycle mondial du carbone marin. Lorsque ces organismes meurent et se décomposent, leur matière organique pénètre dans le pool de particules de matière organique (POM) ou de matière organique dissoute (DOM). Une grande partie du POM généré est composée de structures complexes riches en carbone qui ne peuvent pas être décomposées efficacement par la plupart des procaryotes et archées dans les océans. L'exportation de POM riche en carbone de la couche superficielle supérieure vers les océans profonds entraîne une efficacité accrue de la pompe biologique en raison d'un rapport carbone-nutriments plus élevé.
DOM est plus petit et a tendance à rester dans la zone euphotique de la colonne d'eau. Le DOM labile est plus facile à digérer et à recycler pour les microbes, ce qui permet une incorporation de carbone dans la biomasse. À mesure que la biomasse microbienne augmente en raison de l'incorporation de DOM, la plupart des populations microbiennes comme les bactéries hétérotrophes seront la proie d'organismes à des niveaux trophiques plus élevés tels que les brouteurs ou le zooplancton. Cependant, environ 20 à 40% de la biomasse bactérienne (avec des quantités similaires et relatives d'eucaryotes) seront infectés par des virus. L'effet de ces résultats de flux d'énergie est que moins de carbone entre dans des niveaux trophiques plus élevés et une partie importante est respirée et cyclée entre les microbes dans la colonne d'eau.
En ce basant sur ce mécanisme, plus il y a de carbone qui entre dans le pool DOM, plus la majeure partie de la matière est utilisée pour augmenter la biomasse microbienne. Lorsque le shunt viral tue une partie de ces microbes, il diminue la quantité de carbone transférée à des niveaux trophiques plus élevés en la reconvertissant en DOM et en POM. La plupart des POM générés sont récalcitrants et finiront par atteindre les profondeurs des océans où ils s'accumuleront. Le DOM résultant qui rentre dans le pool DOM pour être utilisé par les phototrophes et les hétérotrophes est inférieur à la quantité de DOM  entré à l'origine dans le pool DOM. Ce phénomène est dû au fait que la matière organique n'est pas à 100% DOM après une infection virale lytique.

### Cycle de l'azote

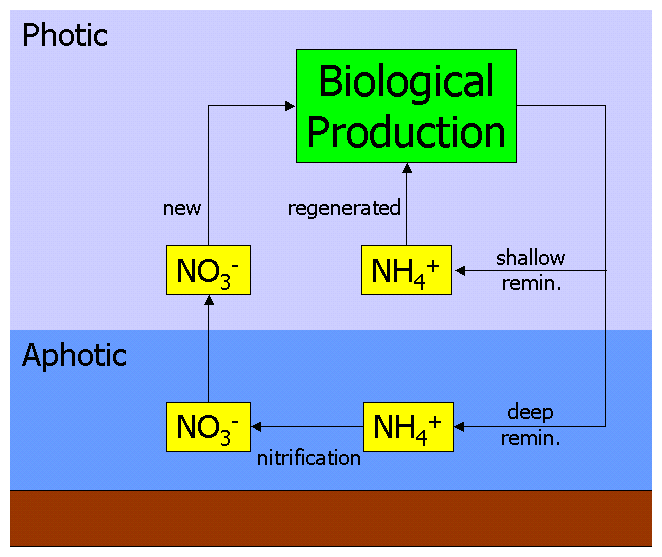
Organigramme de la nitrification dans l'océan profond (zone aphotique) et de la régénération de l'ammonium dans la surface supérieure de l'océan (zone photique).

#### Cycle de l'azote
Le shunt viral est un élément majeur du cycle de l'azote dans les environnements marins. L'azote gazeux de l'atmosphère se dissout à la surface de l'eau. Les cyanobactéries fixatrices d' azote, telles que Trichodesmium et Anabaena, convertissent l'azote gazeux (N 2 ) en ammonium (NH 4 + ) pour les microbes à utiliser. Le processus de conversion de l'azote gazeux en ammoniac (et en composés azotés associés) est appelé fixation de l'azote. Le processus d'absorption d'ammonium par les microbes utilisé dans la synthèse des protéines est appelé assimilation de l'azote. Le shunt viral provoque la mort massive des bactéries hétérotrophes. La décomposition de ces microbes libère de l'azote organique particulaire (PON) et de l'azote organique dissous (DON), qui restent dans les couches supérieures de l'océan ou s'enfoncent alors dans les profondeurs de l'océan. Dans l'océan profond, le PON et le DON sont reconvertis en ammonium par reminéralisation . Cet ammonium peut être utilisé par les microbes des océans profonds, ou subir une nitrification et être oxydé en nitrites et nitrates. La séquence de nitrification est:
NH4+ → NON2− → NON3−
Les nitrates dissous peuvent être consommés par les microbes pour être de nouveau assimilés ou se reconvertir en azote gazeux par dénitrification. L'azote gazeux résultant peut être par la suite fixé de nouveau dans l'ammonium pour assimilation ou alors sortir du réservoir océanique et retourner dans l'atmosphère.

#### Régénération de l'ammonium
Le shunt viral est également capable d'augmenter la production d'ammonium. La base de cette affirmation est basée sur des ratios variables carbone-azote (C: N en atomes) causés par le shunt viral. Les micro-organismes sensibles tels que les bactéries dans la colonne d'eau sont plus susceptibles d'être infectés et tués par des virus, libérant du DOM et des nutriments contenant du carbone et de l'azote (environ 4C: 1N). On suppose que les microbes encore vivants sont résistants à cet épisode d'infection virale. Le DOM et les nutriments générés par la mort et la lyse de micro-organismes sensibles sont disponibles pour être absorbés par les eucaryotes et procaryotes résistants aux virus. Les bactéries résistantes absorbent et utilisent le COD, régénèrent l'ammonium, abaissant ainsi le rapport C: N. Lorsque les ratios C: N diminuent, la régénération d'ammonium (NH 4 + ) augmente. Les bactéries commencent à convertir de l'azote dissous en ammonium, pouvant être utilisé par le phytoplancton pour la croissance et la production biologique. Au fur et à mesure que le phytoplancton épuise l'ammonium (et par la suite limité par les espèces azotées), le rapport C: N recommence à augmenter et la régénération de NH 4 + ralentit. Le phytoplancton montre également des taux de croissance améliorés en raison de l'absorption d'ammonium. Le shunt viral provoque continuellement des changements dans le rapport C: N, affectant la composition et la présence de nutriments à un moment donné.

### Cycle du fer
Une importante partie des océans dans le monde est limitée en fer  ainsi la régénération des nutriments ferreux est un processus essentiel nécessaire pour maintenir un écosystème dans cet environnement. L'infection virale de micro-organismes (principalement des hétérotrophes et des cyanobactéries) est supposée être un processus important dans le maintien des environnements marins à haute teneur en nutriments et à faible teneur en chlorophylle (HNLC). Le shunt viral joue un rôle clé dans la libération du fer assimilé dans la boucle microbienne, ce qui contribue à maintenir la productivité primaire dans ces écosystèmes,. Le fer dissous se lie généralement à la matière organique pour former un complexe organique-fer qui améliore la biodisponibilité de ce nutriment pour le plancton. Certaines espèces de bactéries et de diatomées sont capables de taux d'absorption élevés de ces complexes organiques-fer. L'activité virale continue par le shunt viral aide à soutenir la croissance des écosystèmes dans les régions HNLC limitées en fer.

## Effet sur le réseau trophique marin
Le shunt viral augmente l'apport de nutriments organiques et inorganiques au réseau trophique pélagique. Ces nutriments augmentent les taux de croissance des picophytoeucaryotes, en particulier dans les systèmes multivores. Les nutriments essentiels tels que l'azote, le phosphore et le DOM trouvés dans les cellules sont lysés par la voie de dérivation virale, et ces nutriments restent dans le réseau trophique microbien. Naturellement, cela empêche l'exportation de biomasse telle que le POM vers des niveaux trophiques plus élevés directement, en détournant le flux de carbone et de nutriments de toutes les cellules microbiennes vers un pool DOM, recyclé et prêt à être absorbé.
Les virus qui ciblent spécifiquement les cyanobactéries appelées cyanophages (trouvés dans les eaux de surface) affectent directement le réseau trophique marin en «court-circuitant» la quantité de carbone organique transférée à des niveaux trophiques plus élevés. Ces nutriments sont rendus disponibles pour être absorbés par les bactéries hétérotrophes et le phytoplancton.
Le nutriment limitant la productivité primaire le plus courant dans les eaux marines est l'azote, et d'autres comme le fer, la silice et la vitamine B12 ont également été découverts pour limiter le taux de croissance d'espèces et de taxons spécifiques,,. Des études ont également identifié que les bactéries hétérotrophes sont généralement limitées par le carbone organique, cependant, certains nutriments qui limitent la croissance peuvent ne pas être limités dans d'autres environnements et systèmes. Par conséquent, la lyse virale de ces nutriments aura des effets différents sur les réseaux trophiques microbiens présents dans différents écosystèmes. Un autre point important à noter (à plus petite échelle) est que les cellules contiennent différentes fractions de nutriments et de composants cellulaires; cela se traduira par une biodisponibilité différente de certains nutriments dans le réseau trophique microbien.

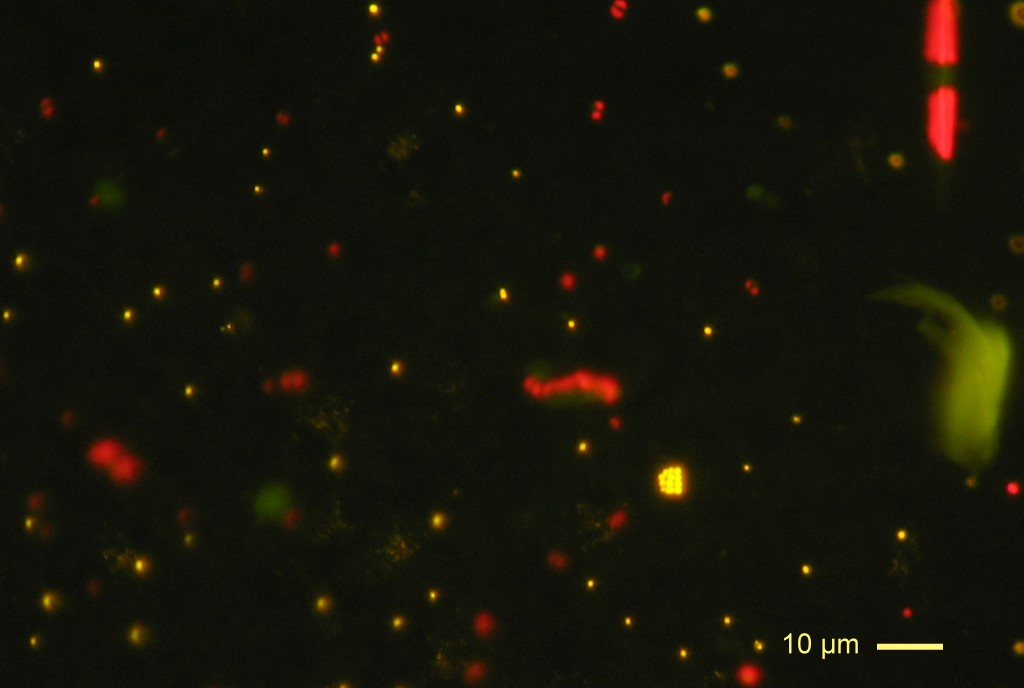
Une image de microscopie à fluorescence d'une variété de picoplancton dans l'océan Pacifique.

### Organismes importants
De nombreux microbes différents sont présents dans les communautés aquatiques. Le phytoplancton, en particulier le picoplancton, est l'organisme le plus important de cette boucle microbienne . Ils fournissent une base en tant que producteurs primaires; ils sont responsables de la majorité de la production primaire dans l'océan et d'environ 50% de la production primaire de l'ensemble de la planète.
En général, les microbes marins sont utiles dans la boucle microbienne en raison de leurs caractéristiques physiques. Ils sont petits et ont des rapports surface / biomasse élevés, ce qui permet des taux d'absorption élevés, même à de faibles concentrations de nutriments. La boucle microbienne est considérée comme un puits pour les nutriments tels que le carbone. Leur petite taille permet un cycle plus efficace des nutriments et de la matière organique par rapport aux plus gros organismes. De plus, les microbes ont tendance à être pélagiques, flottant librement dans les eaux de surface photiques, avant de s'enfoncer dans les couches plus profondes de l'océan. Le réseau trophique microbien est important car il est la cible directe de la voie de dérivation virale et tous les effets ultérieurs sont basés sur la manière dont les virus affectent leurs hôtes microbiens. L'infection de ces microbes par lyse ou infection latente a un impact direct sur les nutriments recyclés, leur disponibilité et leur exportation dans la boucle microbienne, ce qui peut avoir des effets de résonance à tous les niveaux trophiques.

### Évents hydrothermaux en eau peu profonde
Les évents hydrothermaux en eau peu profonde trouvés dans la mer Méditerranée contiennent une communauté microbienne diverse et abondante connue sous le nom de «points chauds». Ces communautés contiennent également des virus tempérés. Une augmentation de ces virus peut entraîner une mortalité importante des microbes des évents, réduisant ainsi la production de carbone chimioautotrophique, tout en améliorant en même temps le métabolisme des hétérotrophes grâce au recyclage du COD. Ces résultats indiquent un couplage étroit des virus et de la production primaire / secondaire dans ces communautés d'évent hydrothermales, ainsi qu'un effet majeur sur l'efficacité du transfert d'énergie du réseau trophique vers des niveaux trophiques plus élevés.

## Voir également
- Boucle microbienne
- Bactériophages marins